# HMAS Choules (L100)
El HMAS Choules (L100) es un buque de asalto de la clase Bay originalmente botado como RFA Largs Bay (L3006). Fue botado en 2003 y comisionado con la Royal Fleet Auxiliary (RFA) en 2006. Fue de baja y transferido a la Royal Australian Navy (RAN) en 2011 como HMAS Choules.

## Construcción e historia de servicio
Construido por Swan Hunter para la Royal Fleet Auxiliary (RFA). Fue botado en 2003 como RFA Largs Bay y comisionado en 2006. Fue adquirido (por £65 millones) por la Royal Australian Navy (RAN) en 2011 como HMAS Choules.